# بویوک کهریزلی
بویوک کهریزلی (به لاتین: Böyük Kəhrizli) یک منطقه مسکونی در جمهوری آذربایجان است که در شهرستان آغجه‌بدی واقع شده است. بویوک کهریزلی ۶۱۳ نفر جمعیت دارد.